# 田中東子
田中 東子（たなか とうこ、1972年 - ）は、日本の社会学者、メディア批評家。専門はメディア文化論、第三波以降のフェミニズム、カルチュラル・スタディーズ。東京大学大学院情報学環教授。

## 経歴

### 生い立ち
1972年横浜市に生まれ、新宿区で育つ。豊島岡女子学園高等学校を経て、1995年早稲田大学教育学部社会科卒業。2001年早稲田大学大学院政治学研究科後期博士課程単位取得退学。2008年「イギリス『危機の時代』への反応と政党戦略　―1970年代の危機をめぐる政治的言説とその受容に関する分析」で、早稲田大学大学院政治学研究科にて博士（政治学）を取得。

### 職歴
2001年4月早稲田大学教育学部助手、2010年4月早稲田大学政治経済学術院助教、2012年4月十文字学園女子大学人間生活学部准教授、2015年4月大妻女子大学文学部コミュニケーション文化学科准教授、2019年4月大妻女子大学文学部コミュニケーション文化学科教授、2022年4月東京大学大学院情報学環学際情報学府教授。
2022年4月より、B‘AI Global Forum研究分担員、東京大学情報学環ブロックチェーン研究イニシアティブメンバー。
2023年12月より、東京大学とソニーグループ株式会社が協力する「越境的未来共創社会連携講座」の特任教授を兼任。

## 所属学協会・団体・委員会

### 所属学協会
1996年4月より、日本メディア学会に所属し、2021年より理事に就任。
2012年6月より、カルチュラル・スタディーズ学会に所属し、2024年9月より代表幹事に就任。
2021年4月より、日本政治学会に所属。 

### 所属団体・委員会
2023年6月より、東京大学新聞社の理事に就任。
2024年より、ウィメンズアクションネットワーク（英名：Women's Action Network，略称:WAN）の理事に就任。
2024年4月より、TBSテレビの番組審議委員会の委員に就任。
2024年6月より、東京都中央区の「中央区男女平等共同参画推進会議」の構成員に就任。

## 著書

### 単著
- 『メディア文化とジェンダーの政治学―第三波フェミニズムの視点から』世界思想社、2012年[17][18]
- 『オタク文化とフェミニズム』青土社、2024年9月[17][19]

### 共編著
- （安藤丈将[20]・山本敦久との共編著）『出来事から学ぶカルチュラル・スタディーズ』ナカニシヤ出版、2017年[17][21]
- （編著）『ガールズ・メディア・スタディーズ』北樹出版、2021年[17][22]
- （李美淑[23]、小島慶子、治部れんげ、白河桃子、浜田敬子、林香里、山本恵子[24]との共編著）『いいね! ボタンを押す前に―ジェンダーから見るネット空間とメディア』亜紀書房、2023年1月[17][25]
- （林香里との共編著）『ジェンダーで学ぶメディア論』世界思想社、2023年3月[17][26]

### 共著
- 有元健[27]・小笠原博毅（編）『サッカーの詩学と政治学』人文書院、2005年[28]
- 伊藤守（編）『テレビニュースの社会学―マルチモダリティ分析の実践』世界思想社、2006年[17][29]
- 池田理知子[30][31]（編）『メディア・コミュニケーション論』ナカニシヤ出版、2010年[17][32]
- 日本記号学会（編）『叢書セミオトポス８―ゲーム化する世界：コンピューターゲームの記号論』新曜社、2013年[33][34]
- 岩渕功一（編）『〈ハーフ〉とは誰か―人種混淆・メディア表象・交渉実践』青弓社、2014年[17][35]
- 山本敦久（編）『身体と教養』ナカニシヤ出版、2016年3月[36]
- 松本健太郎（編）『理論で読むメディア文化』新曜社、2016年5月[37]
- 山地弘起[38][39]（編）『かかわりを拓くアクティブ・ラーニング―共生への基盤づくりに向けて』ナカニシヤ出版、2016年8月[17][40]
- 河合優子[41]（編）『交錯する多文化社会―異文化コミュニケーションを捉え直す』ナカニシヤ出版、2016年12月[17][42]
- 藤田結子・成実弘至[43]・辻泉[44]（編）『ファッションで社会学する』有斐閣、2017年[45]
- ジェンダーと労働研究会（編）『私たちの「戦う姫、働く少女」』堀之内出版、2019年5月[17][46]
- 林香里（編）『足をどかしてくれませんか。―メディアは女たちの声を届けているか』亜紀書房、2019年12月[17][47]
- ＃みんなの生理（福井みのり）[48]・ヒオカ（編）『#生理の貧困─#PeriodPoverty』日本看護協会出版会、2021年[17][49]
- 山本敦久（編）『アスリートたちが変えるスポーツと身体の未来―セクシュアリティ・技術・社会』岩波書店、2022年3月[50]
- 竹崎一真[51]・山本敦久（編）『ポストヒューマン・スタディーズへの招待』堀之内出版、2022年3月[17][52]
- 荻上チキ（編）『選挙との対話』青弓社、2024年10月[17][53]

### 訳書
- （上野俊哉が監訳、山本敦久との共訳）イアン・コンドリー 『日本のヒップホップ―文化グローバリゼーションの〈現場〉』NTT出版、2009年4月[17][54]
- （山本敦久・井上弘貴[55]との共訳）ポール・ギルロイ『ユニオンジャックに黒はない―人種と国民をめぐる文化政治』月曜社、2017年8月[17][56]
- （河野真太郎との共訳）アンジェラ・マクロビー『フェミニズムとレジリエンスの政治―ジェンダー、メディア、そして福祉の終焉』青土社、2022年9月[17][57]
- （監訳、中條千晴[58]・竹崎一真[51]・中村香住[59]が共訳）アンジェラ・マクロビー『クリエイティブであれ―新しい文化産業とジェンダー』花伝社、2023年2月[17][60]
- （河野真太郎との共訳）サラ・バネット゠ワイザー『そのミソジニーはいかにして生まれたか―エンパワーするフェミニズム、怒れる男たち』堀之内出版、2025年2月[61]

## 出演
- ポリタスTV（YouTube、2023年1月23日）